# Wattenspapier

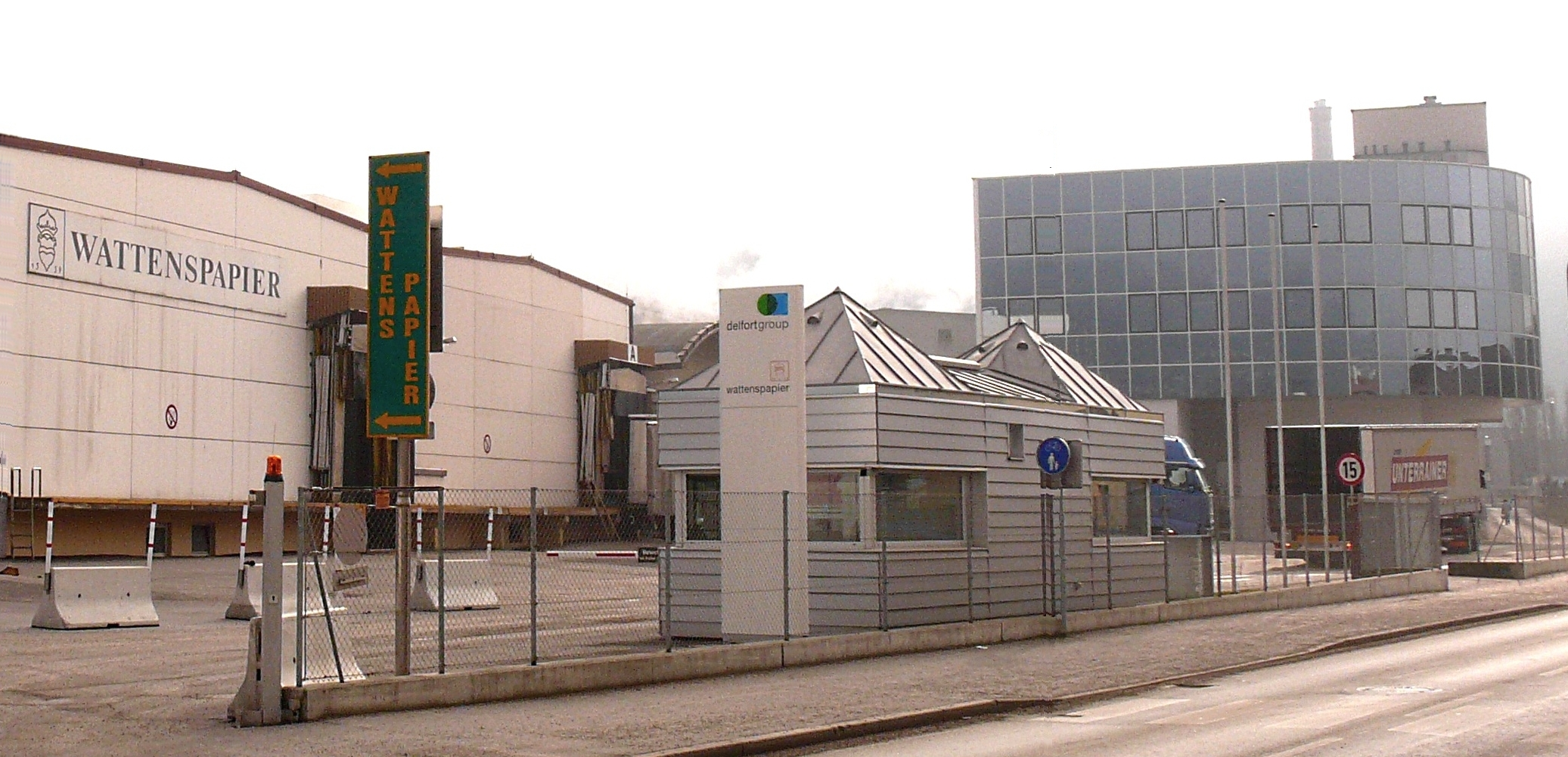
Wattenspapier Werkseinfahrt Wattens

Die Papierfabrik Wattens ist eine Tochterfirma der delfortgroup AG in Wattens (Tirol). Der österreichische Firmensitz der delfortgroup AG liegt in Traun in Oberösterreich. Die Marke Wattenspapier ist als Hersteller von Zigarettenpapieren und Filterpapier Weltmarktführer und liefert in über 100 Länder.
Die Papierfabrik Wattens entstand aus einer 1559 gegründeten Papiermühle und stellt heute Spezialpapiere für Zigaretten und Filter her, die weltweit vertrieben werden. 2009 wurden 450 Mitarbeiter beschäftigt, die einen Jahresumsatz von 150 Millionen Euro erwirtschafteten.
Das Unternehmen betreibt zur Deckung des hohen Energiebedarfs am Wattentaler Wattenbach eigene sowie in Zusammenarbeit mit dem Kristallproduzenten Swarovski gemeinsame Wasserkraftwerke. Wattenspapier unterstützt den Nationalpark Hohe Tauern sowie einen Nationalpark in Indien, indem es dort Wasserversorgungen zur Verfügung stellt.

## Geschichte
Die Papierfabrik Wattens wurde 1559 von Ludwig Lassl, dem ehemaligen Berggerichtsschreiber und wahrscheinlichen Verfasser des „Schwazer Bergbuches“, in einer aufgelassenen Schmelzhütte begründet. Er hatte damit eine gute Standortwahl getroffen, denn der Wattenbach lieferte die Wasserkraft für den Antrieb der Räder und klares Wasser für die Papiererzeugung. Diese erfolgte damals noch handwerklich, indem zerschnittenes Hadermaterial in Stampfwerken mit Wasser eingequellt, das so aufbereitete „Zeug“ in Bütten abgefüllt und aus diesem mit Rahmensieben, auf denen das Wasserzeichen des jeweiligen „Papyrers“ befestigt war, geschöpft wurde. Als erstes Wasserzeichen verwendete Ludwig Lassl den Reichsapfel, weshalb dieser als Symbol für die Papiererzeugung im Wattner Gemeindewappen aufscheint.

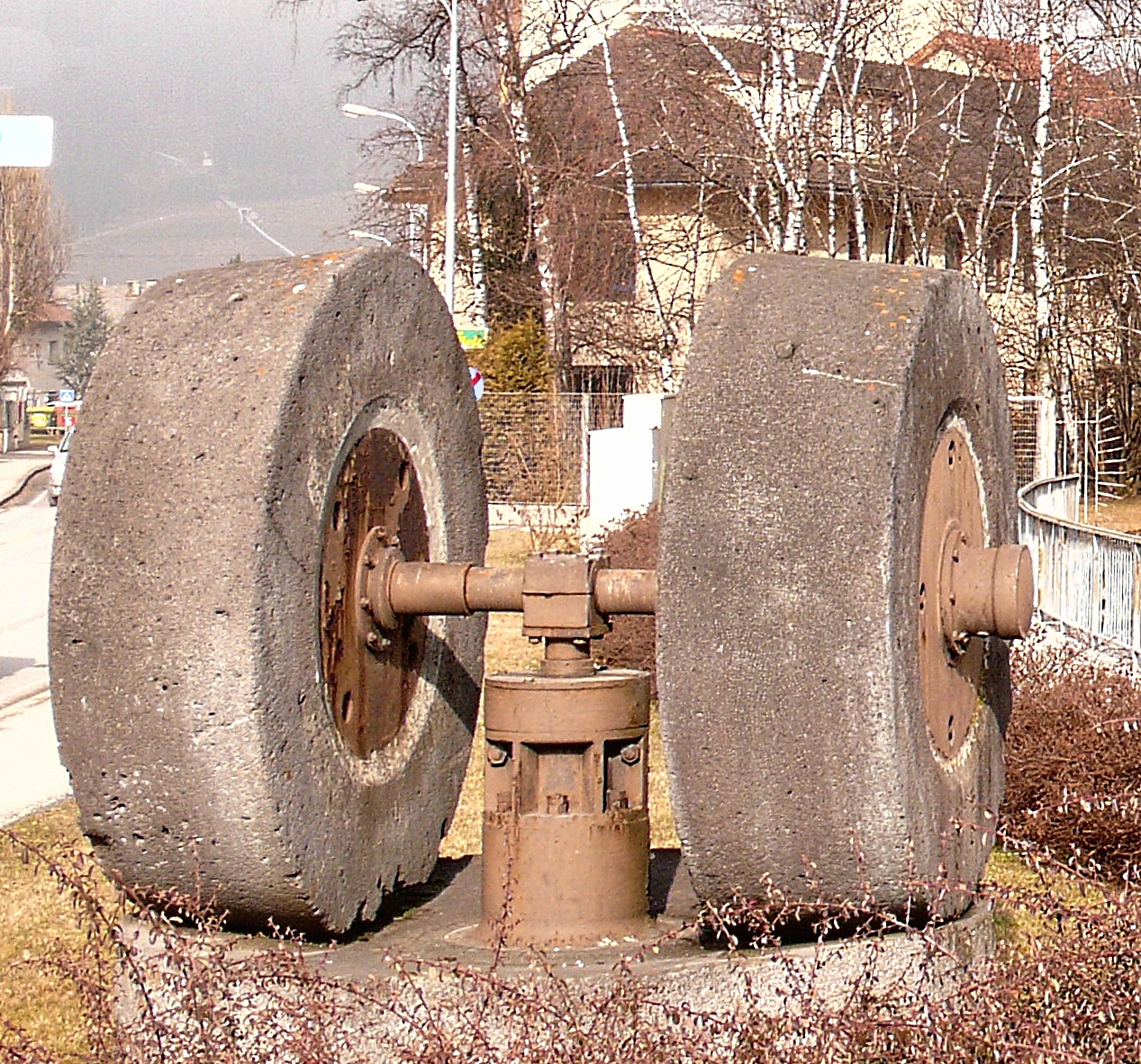
Wattenspapier: historischer Papier-Mahlstein

Eine Papiermühle beschäftigte nur wenige Arbeiter, die in der Frühzeit der Papiererzeugung jedoch täglich bis zu 17 Stunden arbeiten mussten. Eine Jahresproduktion entsprach etwa der Papiermenge, die heute in wenigen Sekunden erzeugt wird. Von 1559 bis 1861 stand die Papiermühle Wattens im Eigentum mehrerer Papiermacherfamilien, von denen alleine jene der Schwarz das kleine Unternehmen durch mehr als 200 Jahre leitete. Die Papiermacher waren angesehene Leute und in der Regel auch große Förderer der Gemeinde und Kirche. Das Andenken an diese Papiermacherfamilie bewahrt die „Heilig’sche Grabstätte“ auf dem alten Friedhof bei der Laurentiuskirche, in der Angehörige der Papiermacherfamilien Schwarz, Heilig und Mark ruhen.
Nachdem 1837 in der k.u.k privilegierten Papierfabrik in Imst die erste Papiermaschine Tirols aufgestellt worden war, entschloss sich auch der Wattner Papiermacher Josef Mark zur Aufstellung einer solchen mit 120 cm Walzenlänge. Die Umstellung überforderte jedoch seine finanziellen Möglichkeiten, sodass er sein Unternehmen 1865 an die Papierfabrik Imst verpachten musste. Nach seinem Tode erwarb sie diese 1867 endgültig und begann mit der Erzeugung von Seidenpapieren. Ausgelöst durch den Wiener Börsenkrach von 1873 kam es in der Folge zu einem häufigen Wechsel der Eigentümer. Der Bedeutendste unter ihnen war der Innsbrucker Geschäftsmann Martin Kapferer, der 1885 die Papierfabrik erwarb, sie gänzlich auf die Erzeugung von Zigarettenpapier umstellte und am Ausgang des Wattentales eines der ersten Elektrizitätswerke errichtete.

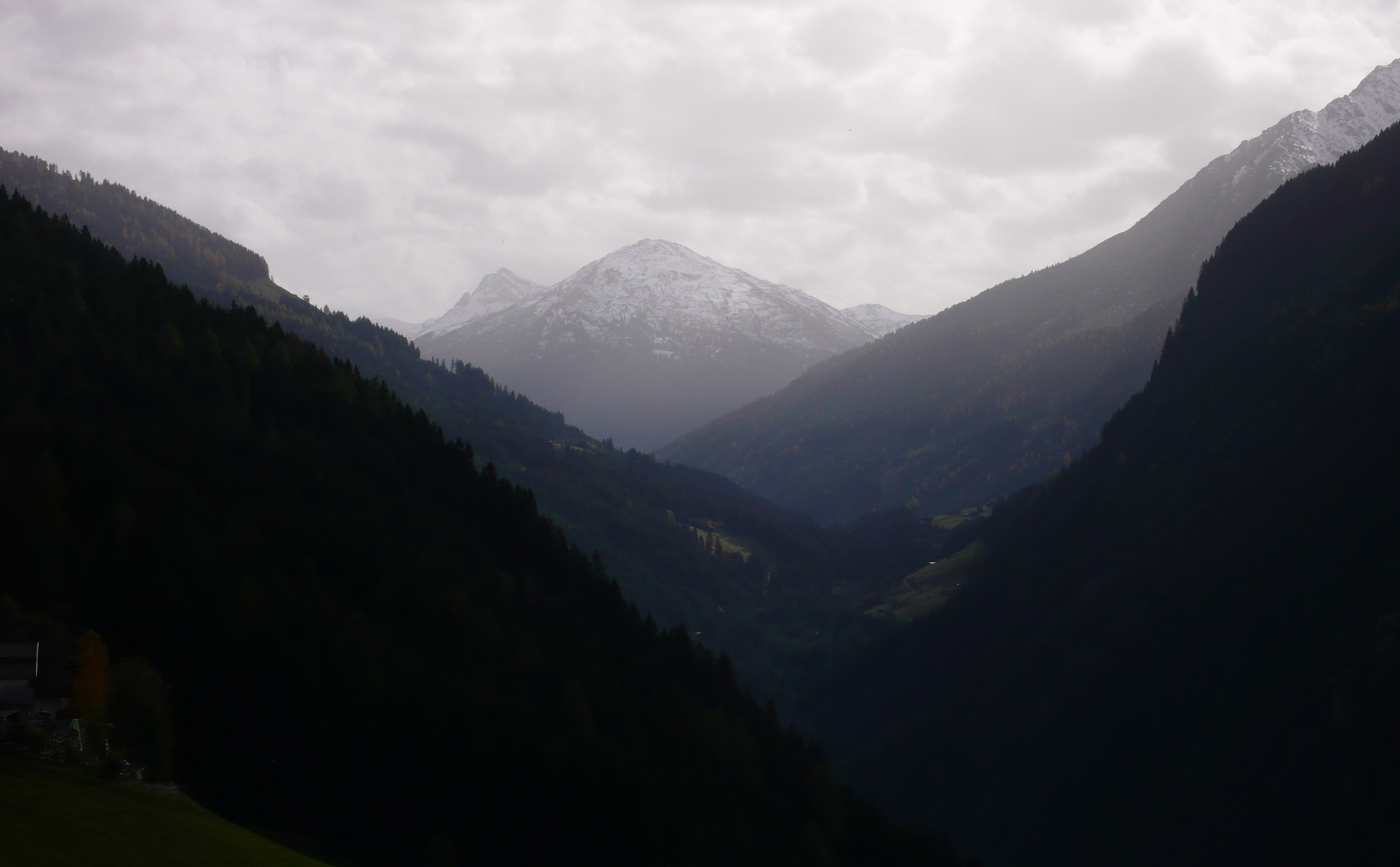
Wasserkraft und Wasser aus dem Wattental

Ein tüchtiger Eigentümer war auch Anton Jeglitsch, der 1900 eine zweite Papiermaschine von 180 cm Walzenlänge aufstellte und auch sonst Verbesserungen an den Fabriksanlagen durchführte. 1907 kam die Papierfabrik in die Hände der k.u.k privilegierten Papierfabrik in Olleschau, welche 1912 den Betrieb bis auf die Stromerzeugung einstellte. Während des Ersten Weltkrieges 1914–1918 waren in den Betriebsgebäuden Reservemannschaften des kaiserlichen Heeres untergebracht.
Eine glücklichere Ära der Papierfabrik begann, als 1918 die Firma Bunzl & Biach AG in Wien das stillgelegte und verwahrloste Unternehmen erwarb. Nachdem die zwei Papiermaschinen wieder angelaufen und die Geschäftsbeziehungen neu geknüpft waren, erfolgte ab 1922 unter der Leitung von Dr. Felix Bunzl ein zielstrebiger Ausbau der Fabriksanlagen, sodass die Papierfabrik 1938 bereits 290 Menschen beschäftigte und ca. 1450 t Feinpapier erzeugen konnte.
Der im gleichen Jahre erfolgte Anschluss Österreichs an das Deutsche Reich unterbrach diese positive Entwicklung abrupt. Dr. Felix Bunzl musste emigrieren und die Papierfabrik wurde unter dem Namen „Kontropa - Kontinentaler Rohstoff und Papierindustrie“ „arisiert“. Nachdem 1939 der Zweite Weltkrieg ausgebrochen war, wurde ein Teil des Unternehmens als Panzerreparaturwerkstätte genützt und bei Kriegsende im Jahre 1945 standen beide Papiermaschinen still.
Ein Jahr später erhielt die Firma Bunzl & Biach ihr Eigentum wieder zurück, die Erzeugung von Zigarettenpapier konnte wiederaufgenommen und der Geschäftskontakt zur alten Kundschaft wiederhergestellt werden.
1979 zog sich der internationale Bunzl-Konzern aus Österreich zurück und verkaufte die Papierfabrik Wattens an die Familie Trierenberg, welche in Traun/OÖ. bereits Eigentümerin der Papierfabrik Dr. Franz Feuerstein Ges.m.b.H war. 

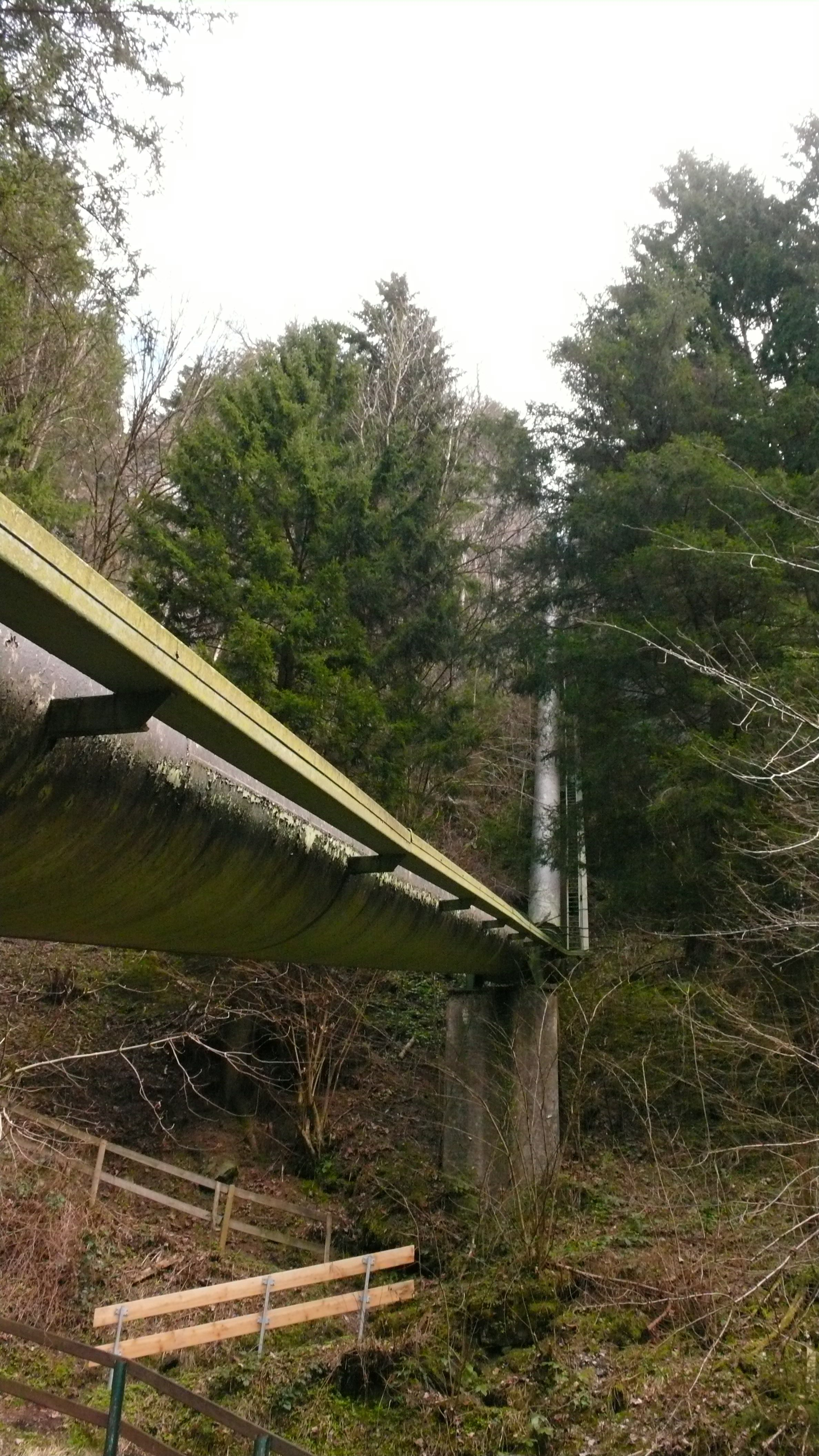
Druckrohrleitung Unterstufe der Firma Wattenspapier